# Max Roach
Pour les articles homonymes, voir Roach.
Maxwell Lemuel Roach, né le 10 janvier 1924 à Newland en Caroline du Nord et mort le 16 août 2007 à New York, est un percussionniste, batteur et compositeur de jazz américain.
Pionnier du bebop, il aborda aussi beaucoup d'autres styles de musique et fut ainsi considéré comme l'un des batteurs les plus importants de l'histoire. Il travailla avec une multitude de musiciens de jazz, dont Coleman Hawkins, Dizzy Gillespie, Charlie Parker, Miles Davis, Duke Ellington, Dinah Washington, Abbey Lincoln, Charles Mingus, Sonny Rollins ou encore Clifford Brown.
Roach mena aussi ses propres formations et prit part, au travers de son art, au mouvement des droits civiques des Noirs américains.

## Biographie

### Jeunesse et débuts
Max Roach, né d'Alphonse et Cressie Roach, vécut ses premières années à Newland, dans le comté de Pasquotank en Caroline du Nord. À l'âge de ses quatre ans, ses parents déménagèrent pour Bedford-Stuyvesant, un quartier de Brooklyn (New York). Sa mère étant chanteuse de gospel, Max grandit dans une atmosphère musicale. Très tôt, il commença à jouer du bugle dans un orchestre de parade et à dix ans, il jouait déjà de la batterie dans des groupes de gospel, abandonnant le cuivre. Un an plus tard, il fréquentait l'Apollo de Harlem chaque samedi pour y écouter du swing. Il assistait aussi régulièrement à des concerts symphoniques le dimanche après-midi. Toutefois, l'accès au Minton's Playhouse, un club lui aussi à Harlem où jouaient ses idoles lors de jam sessions, ne lui était pas autorisé. Frustré, il attendait la sortie des artistes sur le trottoir pour leur poser diverses questions sur la tenue des baguettes ou encore leur conception de la batterie.
En 1941, tout juste diplômé de la Boys High School (Brooklyn) (en), il fut appelé à remplacer Sonny Greer au sein du Duke Ellington Orchestra jouant alors au Paramount Theater. La même année, Roach commença à fréquenter les clubs de la cinquante-deuxième rue, allant ainsi révolutionner la musique de jazz.
Ses plus grandes innovations apparurent dans les années 1940, lorsqu'il suivit un autre batteur de jazz, Kenny Clarke, qui avait introduit un nouveau concept de temps musical. La cymbale ride, qui n'était alors utilisée que pour marquer des accents, prit un tout autre rôle. En jouant un « chabada » en 4/4 sur celle-ci, Kenny ouvrit la porte du bebop. À la différence de son aîné encore sous l'influence du swing, Roach arrêta de marquer chaque temps par l'assourdissante grosse caisse. Ainsi fut développé un modèle rythmique flexible permettant aux solistes de s'exprimer librement. Cette nouvelle approche permit aussi aux batteurs de jouer de manière plus subtile en utilisant les dynamiques plus amples entre les accents et les notes fantômes.
En concordant ses attaques rythmiques avec la mélodie, Roach apporta avec son instrument, une nouvelle expression. Allant souvent d'un côté à l'autre de son kit au sein d'une même phrase, il créait une surprenante couleur tonale. L'idée était de briser les conventions musicales et de profiter pleinement de la position particulière du batteur : un instrumentiste jouant avec ses quatre membres simultanément.
Alors que cette approche est courante aujourd'hui, lorsque Clarke et Roach en furent les ambassadeurs dans les années 1940, c'était une avancée révolutionnaire. Stan Levey, un de leurs pairs, résuma l'importance de Roach : « J'ai réalisé, grâce à lui, que la batterie n'était plus une simple gardienne du temps mais que c'était de la musique. »
Il est l'un des tout premiers batteurs à jouer du bebop dans des groupes menés par Dizzy Gillespie, Charlie Parker, Thelonious Monk, Coleman Hawkins, Bud Powell et Miles Davis. Roach figure dans une grande partie des plus célèbres enregistrements de Parker, dont la session de Savoy Records datant de 1945, un moment crucial dans l'histoire de l'enregistrement du jazz.

### Les années 1950
Roach étudia la composition à la Manhattan School of Music de 1950 à 1952 jusqu'à obtenir le Bachelor of Music (en) (licence de musique).
En 1952, il cofonda, avec le contrebassiste Charles Mingus, le label Debut Records. Celui-ci diffusa l'enregistrement du concert du 15 mai 1953, connu sous le nom de Jazz at Massey Hall, où avait joué Charlie Parker, Dizzy Gillespie, Bud Powell, Mingus et Roach. Percussion Discussion, un album de libres improvisations de contrebasse et de batterie, très novateur pour l'époque, paru également sous ce label.
En 1954, il forma un quintet regroupant autour de lui le trompettiste Clifford Brown, le saxophoniste Harold Land, le pianiste Richie Powell (le frère de Bud) et le contrebassiste George Morrow. Un an plus tard, pour des raisons familiales, Land dû déménager pour Los Angeles et donc quitter le groupe new-yorkais. Il fut alors remplacé par Sonny Rollins. Le groupe était l'un des premiers représentant du genre hard bop avec Art Blakey et Horace Silver. Mais l'aventure s'arrêta brusquement lorsque Brown et Powell furent tués dans un accident de voiture en juin 1956 sur la Pennsylvania Turnpike en se rendant à un concert à Chicago. À ce propos, Miles Davis dit : « La mort de Brownie a vraiment porté un sale coup à Max Roach. Avec lui, ils avaient un grand groupe. Richie et Brownie morts Max l'a dispersé. Quelque chose s'est vraiment déchiré dans la tête de Max et je ne crois pas qu'il ait jamais rejoué de la même façon [...] Sa mort [Clifford] l'a vraiment touché, il a mis longtemps à s'en remettre. »
Le premier album que Roach enregistra après le tragique événement fut Max Roach + 4 (1956). Celui-ci ne doit pas être confondu avec l'album Sonny Rollins Plus 4, sorti la même année et sur lequel Roach tient les baguettes. Par la suite, ce dernier continua à diriger une formation similaire avec Kenny Dorham (et plus tard Booker Little) à la trompette, George Coleman au saxophone et Ray Bryant au piano. Roach élargit la forme standard que revêtait le hard bop en introduisant des rythmes de valse en 3/4 sur l'album Jazz in 3/4 paru en 1957 ouvrant ainsi la voie aux mesures asymétriques. Durant cette période, il enregistra une série d'albums pour le label EmArcy avec les frères Stanley et Tommy Turrentine.
En 1955, il était le batteur de la chanteuse Dinah Washington lors de plusieurs concerts et enregistrements, notamment au Newport Jazz Festival de 1958, qui fut filmé, et sur l'album Dinah Jams daté de 1954, considéré comme l'un des meilleurs du jazz vocal.

### Les années 1960 et 1970
En 1960, après avoir été invité à contribuer aux commémorations du centième anniversaire de la proclamation d'émancipation de Abraham Lincoln prévues en 1963, il composa We Insist ! - Freedom Now Suite, chanté par Abbey Lincoln (dont il fut par ailleurs l'époux de 1962 à 1970). Oscar Brown Jr en écrivit les paroles. L'utilisation de son talent musical au service de la cause afro-américaine aurait pu être l'engagement majeur de sa vie mais sa présence dans les listes noires des compagnies de l'industrie du disque durant les années 1960 en décida autrement. En 1962, il réussit cependant à enregistrer Money Jungle avec Mingus et Duke Ellington. Le fruit de la rencontre de ces trois monuments du jazz est en général vu comme l'un des plus subtils jamais réalisés.
En 1966, avec l'album Drums Unlimited, il démontra que la batterie pouvait être un instrument soliste capable de jouer des thèmes et des variations dans un phrasé rythmique cohérent. Il décrivait son approche de la musique comme "la création d'un son organisé" ("creation of organized sound").
Durant les années 1970, Roach créa un orchestre de percussions : le M'Boom. Chaque membre composait et jouait plusieurs instruments. Parmi les musiciens figuraient Fred King, Joe Chambers, Warren Smith, Freddie Waits, Roy Brooks, Omar Clay, Ray Mantilla, Francisco Mora et Eli Fountain.
En 1972, Roach fut embauché comme enseignant à l'université du Massachusetts à Amherst. Il fut l'un des premiers professeurs à plein temps à être issu du monde du jazz. Il prit sa retraite en 1994.

### Les années 1980 et 1990

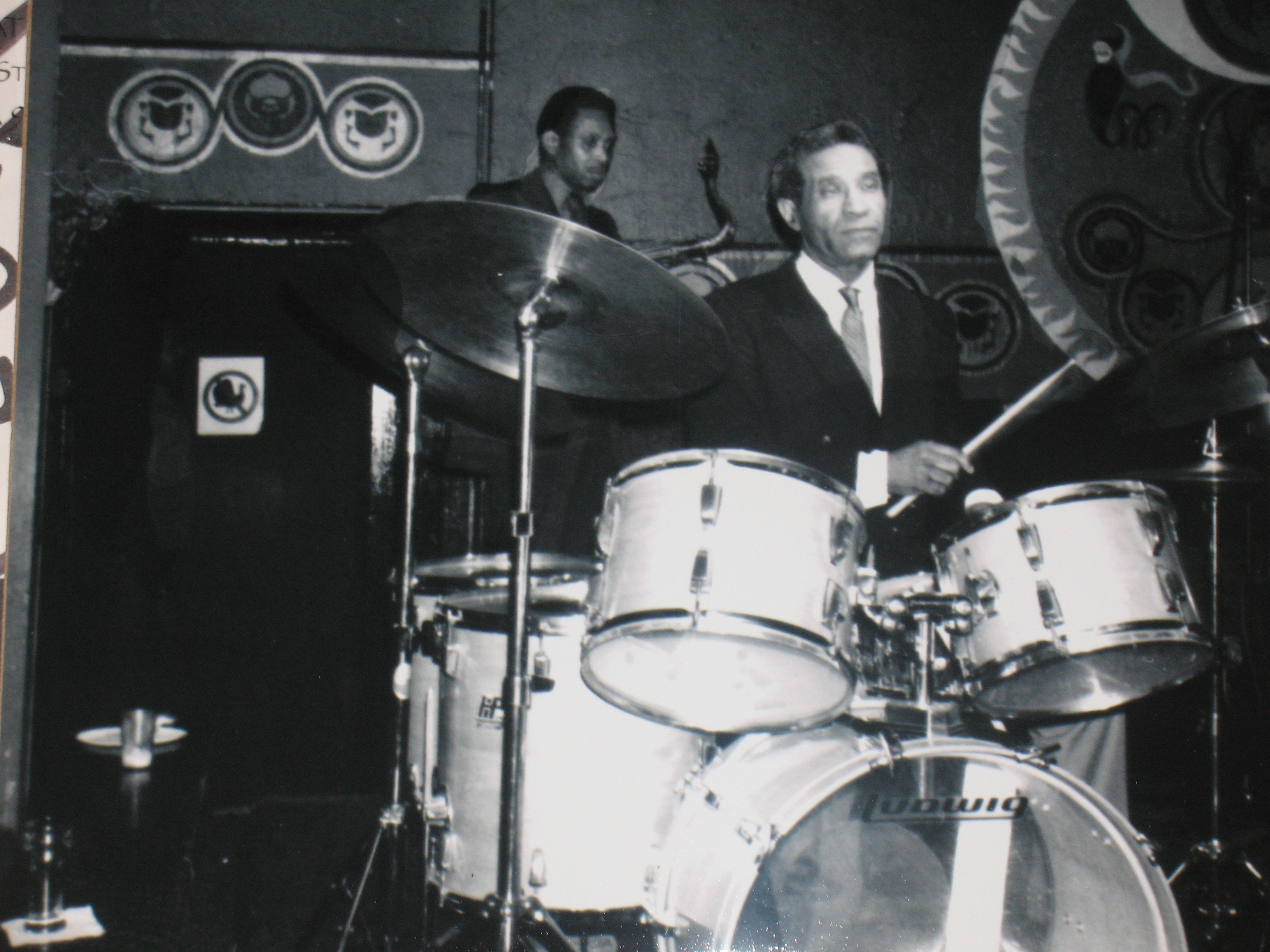
Max Roach, 1981

En mars 1998, Max Roach et le So What Brass Quintet rendent hommage au pasteur Martin Luther King lors d’une messe célébrée à la cathédrale Saint-Jean le Divin de New York à New York.

### Fin de vie

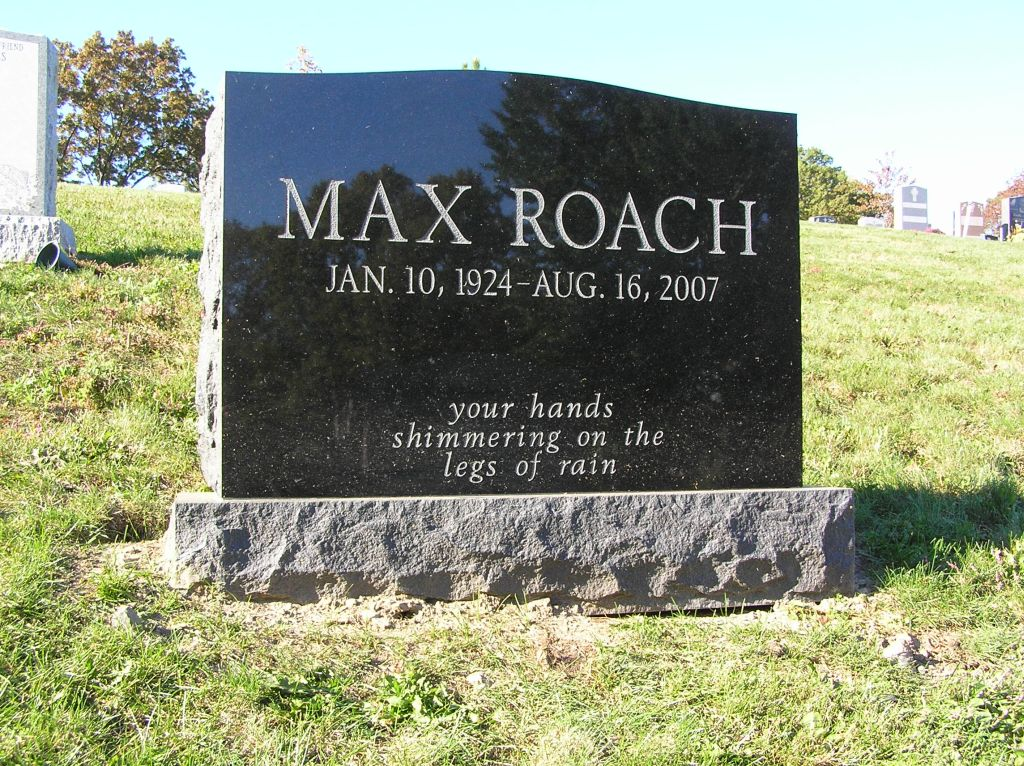
Stèle de Max Roach.

Max Roach meurt tôt le matin du 16 août 2007 à Manhattan, âgé de 83 ans. Il laisse derrière lui cinq enfants : ses fils Daryl et Raoul et ses filles Maxine, Ayo et Dara. Près de deux mille personnes assistent à ses funérailles le 24 août à l'église de Riverside, à Manhattan. Max Roach est enterré dans le cimetière de Woodlawn, dans le Bronx.
Dans un dernier hommage, le vice-gouverneur de New York David Paterson compara le courage du musicien à celui de Harriet Tubman et Malcolm X, disant que « personne n'avait écrit de mauvaise chose sur sa musique ou son aura jusqu'en 1960, lorsqu'il protesta avec Charles Mingus contre les pratiques du Newport Jazz Festival ».
Sonia Sanchez composa dix Haikus à la mémoire de Max Roach, dont le dernier figure sur le marbre noir de sa stèle : « Your hands shimmering on the legs of rain » (« Tes mains chatoyantes sur les jambes de pluie »).
Les archives de Max Roach sont déposées à la Bibliothèque du Congrès où elles peuvent être consultées.

## Récompenses
- 1984 : lauréat du National Endowment for the Arts - NEA Jazz Master : nomination et récompensé en qualité de Jazz Master[21].
- 1988 : boursier de la MacArthur Foundation[22]
- 1989 : récipiendaire de la médaille de Commandeur des Arts et des Lettres décernée par Jack Lang, ministre de la Culture[23] avec ses compatriotes Stan Getz, Jackie McLean, Hank Jones, Billy Eckstine, Percy Heath et Dizzy Gillespie.

## Discographie sélective
- 1954 : Clifford Brown & Max Roach
- 1955 : Study in Brown (avec Clifford Brown)
- 1956 : Clifford Brown and Max Roach at Basin Street
- 1956 : Saxophone Colossus (avec Sonny Rollins)
- 1957 : Jazz in 3/4 time
- 1959 : Rich versus Roach – avec Buddy Rich
- 1960 : Parisian Sketches
- 1960 : We Insist! Max Roach's Freedom Now Suite (avec Abbey Lincoln, Coleman Hawkins, Olatunji)
- 1960 : Long as you're living
- 1961 : Percussion Bitter Sweet
- 1962 : Speak, Brother, Speak!
- 1962 : It's Time
- 1965 : The Max Roach Trio Featuring The Legendary Hasaan
- 1978 : Birth and Rebirth (duo avec Anthony Braxton)
- 1978 : Long time at circus yorks
- 1979 : The Long march (duo avec Archie Shepp)
- 1979 : Historic Concerts (duo avec Cecil Taylor)
- 1979 : One In Two, Two In One (duo avec Anthony Braxton)
- 1979 : M'Boom

## Cinéma
- 1964, Black Sun (Kuroi taiyo), film réalisé par Koreyoshi Kurahara